# Chapadão do Bugre
Chapadão do bugre é um romance de Mário Palmério e foi publicado inicialmente em 1965.